# Ordinador de vol
Un ordinador de vol, o simplement en anglès whiz wheel (lit. català roda giratòria), és un regle de càlcul circular utilitzat en l'aviació i un dels pocs computadors analògics en un ús generalitzat al segle XXI. De vegades, és anomenat el nom del fabricant o model com l'E6B, CR, CRP-5 o en alemany, el Dreieckrechner.
S'utilitzen principalment en l'entrenament de vol, però molts pilots professionals encara porten i utilitzen ordinadors de vol. S'utilitzen durant la planificació de vols (a terra abans de l'enlairament) per ajudar a calcular la combustió de combustible, la correcció del vent, el temps en ruta i altres elements. A l'aire, l'ordinador de vol es pot utilitzar per calcular la velocitat a terra, estimar el consum de combustible i actualitzar l'hora estimada d'arribada. La part posterior està dissenyada per a realitzar càlculs de correcció del vent, és a dir, determinar quant vent està afectant la velocitat i el rumb.

## Galeria

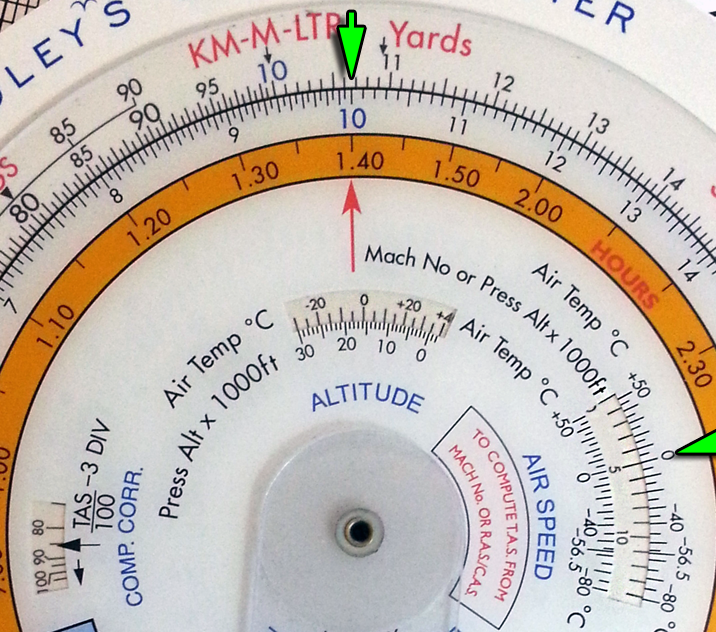
Conversió CAS-TAS
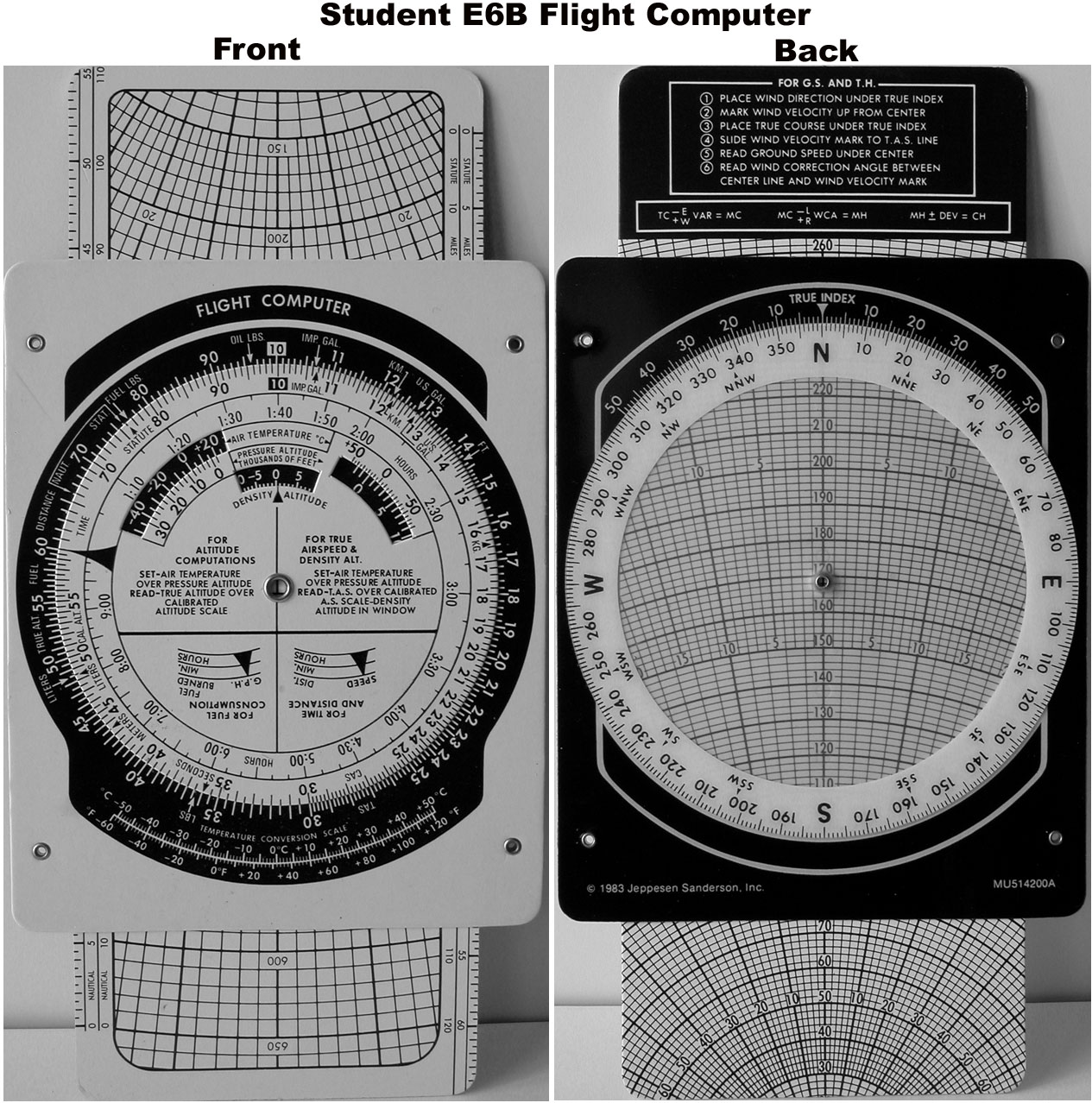
Un ordinador de vol E6B comunament utilitzat pels pilots aprenents.
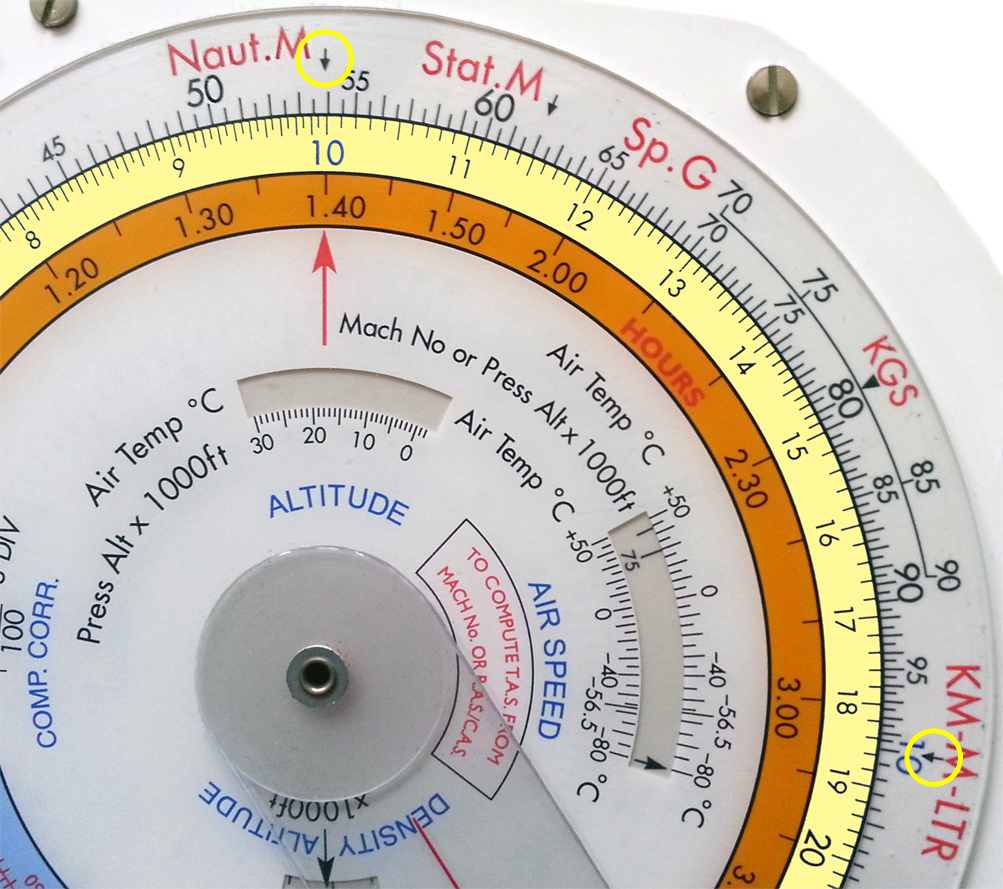
Conversió nm-km en un ordinador de vol CRP-5